# Philippe Turbin
Pour les articles homonymes, voir Turbin.
Philippe Turbin, né en 1964 à Merléac (Côtes-d'Armor) est un pianiste français.
Il évolue entre le jazz et la musique traditionnelle et se nourrit d'influences multiples (musiques bretonnes, brésiliennes, africaines, jazz, variété, musiques de film), naviguant entre la composition, l’arrangement et l’improvisation. Il travaille avec Gilles Servat, Ronan Pinc, Hervé Le Lu, Gwennyn, Clarisse Lavanant, Adèle et La Bonne Franquette, Myriam Kerhardy, Sonya Pinçon, Yao !, les frères Guichen, Gweltaz Ar Fur, Dominique Babilotte, Marie Bontemps, Laurence Kermouche...

## Biographie
Philippe Turbin est originaire de Merléac (Côtes d'Armor). À huit ans, épaté par la dextérité d'un accordéoniste local, il commence le solfège et l'harmonium à l'église du village, puis le piano.
Il commence dans l'encadrement pédagogique (coordination) puis l'animation musicale (enseignement). Quinze ans plus tard, il devient musicien professionnel afin de pouvoir partir en tournée. Il joue alors au festival de Porto et voyagera en Europe (Norvège, Portugal, Suisse, Belgique, Allemagne, Suède), au Cambodge avec les Frères Guichen entre autres. Il joue avec Daniel Paboeuf puis avec le groupe Bandit's Band qui remporte en 1998 le 1er prix professionnel du festival de jazz de Vannes. Philippe Turbin étoffera son registre : des standards de jazz avec Raymond Mauger aux festoù-noz avec Strobinell, Kanfarted Rosten ou Hervé Le Lu (Carré Manchot), en passant par le métal en compagnie de Pat O'May pendant cinq ans. Il a participé à plusieurs projets en musique du monde (africaine, brésilienne…).
En 2006 il entame sa collaboration avec Gilles Servat, qui cherchait un pianiste pour sa tournée des 35 ans de chansons. Il joue également dans le groupe de fest-noz Kejaj jusqu'en 2009. À partir de 2007 il accompagne la chanteuse Marie Bontemps.
Il a également composé des musiques de films de court métrage (Mémoires de Pierre en 2000, Nue comme un verre en 2002), de films pédagogiques pour l’éducation nationale ou encore des reportages de Thalassa réalisés sur les côtes d'Europe. Aussi, il a enregistré deux CD de chants pour enfants avec Bruno Coupé et il a accompagné les spectacles de rue de la compagnie Marc'htiern avec laquelle il s’est produit dans toute la France mais aussi à l’étranger.

## Discographie
- 2020 : A cordes déployées - Gilles Servat
- 2018 : La promesse du baiser - Dominique Babilotte
- 2017 : 70 ans à l’Ouest !!! - Gilles Servat
- 2014 : L’encre à rêver - Clarisse Lavanant
- 2014 : Second souffle' - TITOM
- 2013 : C’est quand la vie Spectacle pour enfants - Myriam Kerhardy
- 2012 : Graines de swing Jazz et environnement - Myriam Kerhardy
- 2012 : Esyllt - Children in Paradise
- 2011 : Ailes et îles - Gilles Servat
- 2011 : "Kan an Tevenn" - Gwennyn
- 2011 : Je te souviens, Glenmor - Clarisse Lavanant
- 2011 : Du swing dans la tête - Myriam Kerhardy, les Têtes à Scat
- 2010 : S’envoler - Marie Bontemps
- 2010 : "Dominique babilotte en Public"
- 2010 : Mebay 'vo glaw... - Gweltaz Ar Fur
- 2009 : Glenmor mémoire vivante - Clarisse Lavanant
- 2009 : Mammenn - Gwennyn
- 2008 : Pro-Fusion - Pier Scouarnec
- 2007 : Oméga - Pat O'May
- 2007 : Dreams of Brittany - les frères Guichen
- 2006 : Je vous emporte dans mon cœur - Gilles Servat
- 2006 : Stephane’s Blues avec le Ronan Pinc Quartet
- 2006 : En tu all - Gwennyn
- 2005 : Porspaul avec le groupe Yao
- 2003 : Dawad - avec Hervé Le Lu
- 2001 : Ratatouille - Bruno Coupé
- 2000 : Trede Milved - Strobinell
- 1999 : Monsieur Soleil - Bruno Coupé
- 2000 : Fusion Musik - Compilation
- 1999 : Diwan 20
- 1996 : Flûte traversière en Trégor - Brodreger VIII
- 1995 : Breizh Hud - Strobinell
- 1989 : Sakawey - African Soukouss

## Annexe